# كوزنتسك
كوزنتسك (بالروسية: Кузнецк) هي إحدى مدن روسيا في الكيان الفدرالي الروسي بانزا أوبلاست.يبلغ عدد سكانها 26587 نسمة.

## أعلام
- رومان كارمازين
- ليونيد سميرنوف